# Norman Cafik
Norman Augustine Cafik PC (* 29. Dezember 1928 in Pickering, Ontario; † 30. September 2016 in Saanichton, British Columbia) war ein kanadischer Verleger und Politiker der Liberalen Partei.

## Leben
Nach dem Schulbesuch absolvierte er ein Studium und war nach dem Erwerb eines Philosophiae Doctor (Ph.D.) als Verleger tätig.
Nachdem er bei der Unterhauswahl am 18. Juni 1962 und am 8. April 1963 erfolglos kandidierte, wurde er bei der Unterhauswahl vom 25. Juni 1968 als Kandidat der Liberalen Partei erstmals als Mitglied in das Unterhaus gewählt und vertrat dort bis zu seiner Niederlage bei der Wahl am 22. Mai 1979 den Wahlkreis Ontario.
Zwischen Dezember 1972 und Mai 1974 war er Parlamentarischer Sekretär beim Minister für Nationale Gesundheit und Wohlfahrt und dann zwischen September 1974 und September 1975 beim Minister für Verbraucher- und Unternehmensangelegenheiten. Cafik war zwischen Oktober 1976 und Oktober 1977 Vorsitzender des Ständigen Unterhausausschusses für Finanzen, Handel und Wirtschaftsangelegenheiten und daneben bis September 1977 auch mehrere Monate stellvertretender Vorsitzender der Fraktion der Liberalen Partei im Unterhaus (Liberal Party Deputy House Leader).
Im Anschluss war er von September 1977 bis Juni 1979 Staatsminister für Multikulturalismus in dem von Premierminister Pierre Trudeau geleiteten 20. Bundeskabinett. Nach seinem Ausscheiden aus Regierung und Parlament war er wiederum als Verleger tätig.